# Мюроль (сыр)
Мюроль (фр. Murol), Гран Мюроль (фр. Le Grand Murols) — французский сыр из коровьего молока оригинальной формы в виде круга с отверстием в центре.

## История
Сыр известен с начала XX века. По легенде, он сорт возник, когда кюре городка Мюроль в Оверни решил проделать отверстия в сырах сорта Сен-Нектер, чтобы ускорить их созревание. Затем кюре продал свою идею некоему Жаку Бериу (фр. Jacques Bérioux), который наладил более широкое производство мюроля и чьё имя до сих пор иногда входит в название сыра (фр. Murol du Grand Bérioux).

## Изготовление
Мюроль изготавливается из пастеризованного молока путём прессования сгустка без нагревания. Производится круглый год. Сыры вызревают во влажном погребе в течение месяца, корочка периодически обмывается. Головка сыра имеет диаметр 15 см, толщину 3,5 см и отверстие диаметром около 4 см.
Часть сыра, которую извлекают при формировании отверстия, также используется. Цилиндрик диаметром 4 см, высотой 3,5 см и весом 50 граммов покрывают красным парафином и продают под названием мюроле (фр. Murolait), то есть «маленький мюроль».

## Характеристики
Зрелый сыр имеет плотное, упругое сырное тесто жёлтого цвета. Корочка оранжевого цвета с заметными следами ткани, в которую сырные головки заворачивают при созревании. Сыр отличается мягким запахом и вкусом.